# Climat de Kinshasa
Le climat de Kinshasa est de type tropical de savane avec hiver sec (Aw selon la classification de Köppen) avec une saison sèche de juin à septembre et une saison des pluies d'octobre à mai. La moyenne annuelle de température est de 25.3°C.